# Jastrzębsko Stare
Jastrzębsko Stare (prononciation : [jasˈtʂɛmpskɔ ˈstarɛ]) est un village polonais de la gmina de Nowy Tomyśl dans le powiat de Nowy Tomyśl de la voïvodie de Grande-Pologne dans le centre-ouest de la Pologne.
Il se situe à environ 5 kilomètres à l'ouest de Nowy Tomyśl (siège de la gmina et du powiat) et à 59 kilomètres à l'ouest de Poznań (capitale régionale).

## Histoire
De 1975 à 1998, le village faisait partie du territoire de la voïvodie de Poznań.

Depuis 1999, Jastrzębsko Stare est situé dans la voïvodie de Grande-Pologne.
Le village possède une population de 660 habitants en 2006.